# Moses Sithole
Moses Sithole (født 17. november 1964) er en sydafrikansk seriemorder, som har begået 38 mord, og er kendt som "ABC MURDERS" (ABC morderne), fordi de begyndte i Atteridgeville, fortsatte i Boksburg og endte i Cleveland, en forstad til Johannesburg.

## Tidligere Liv
Sithole blev født i Vosloous, et fattigt område af Boksburg, Gauteng apart-æraen i Sydafrika. Da han var fem, døde hans far og hans mor forlod familien. Sithole og hans søskende tilbragte de, de næste tre år på et børnehjem, hvor han senere sagde, at de var blevet mishandlet. Han løb væk derfra, for at kunne bo hos sin mor, men hun sendte ham tilbage til børnehjemmet. 
Han begyndte at voldtage kvinder i tyverne (Tre piger, 20-22 år), før man endelig vidnede mod ham. Han blev sendt i fængsel, hvor han blev seksuelt misbrugt af andre fangere. I 1994, hvor han blev løsladt, begyndte han at myrde.

## Kriminalitet
Sithole ville få adgang til ofrene, ved at lade som om han var forretningsmand og tilbyde dem arbejde. Når han havde fået deres tillid, ville han lokke dem til at gå igennem en mark (På afrikansk, en Veld), indtil de var ude af syne og derefter voldtage og kvæle/hænge dem. Nogle gange, ville han tilkalde ofrets familie for at håne og gøre dem ondt.

## Dom
Den 5. december 1997 blev Sithole idømt 50 år fængsel for hver af de 38 mord, 12 års fængsel for hver af de 40 voldtægter, og fem års fængsel for hver af de seks røverier. Han modtager behandling for HIV-virus i fængslet, men hans kone og barn døde af sygdommen, fordi de ikke havde råd til behandling.